# Mimarachnidae
Mimarachnidae (лат.) — семейство вымерших насекомых из отряда полужёсткокрылых, близкое к ныне живущим фонарницам. Существовали в меловом периоде, их ископаемые остатки найдены на территории России, Японии, Испании и Мьянмы. Некоторые из них, возможно, мимикрировали под пауков, о чем свидетельствует силуэт и окраска крыльев. Длина переднего крыла самых крупных представителей семейства достигала 35 мм.
В семейство включают 8 вымерших монотипических родов:
- Burmissus
- Chalicoridulum
- Dachibangus
- Jaculistilus
- Mimamontsecia
- Mimarachnetypus
- Nipponoridium
- Saltissus